# Llenguatge de disseny d'aprenentatge
Els llenguatges de disseny d'aprenentatge o llenguatges de modelatge educatiu (educational modeling language, EML) representen un vocabulari en què els usuaris de qualsevol mètode didàctic puguin explicitar i comprendre els seus dissenys d'aprenentatge. En parlar de llenguatges de disseny, per disseny d'aprenentatge (LD) s'hi entén l'artefacte digital resultant d'aplicar una disciplina de disseny instruccional per a descriure una experiència d'aprenentatge preparada per a reproduir-la en un ordinador.
El nucli dels EML parteix de la visió de Koper i Tattersall (2005), segons la qual, en desenvolupar una experiència d'aprenentatge, les persones formen part de grups i tenen diferents rols per a executar activitats educatives dins d'un entorn en què disposen dels recursos apropiats.
Els llenguatges de disseny d'aprenentatge més destacats solen ser disponibles mitjançant eines visuals com les següents:
- LAMS (learning activity management system), que inclou una eina d'autoria i un reproductor d'LD.
- MISA, un mètode d'enginyeria instruccional que inclou l'editor MOT LD+.
- WebCollage Arxivat 2016-03-03 a Wayback Machine., un editor d'LD basat en patrons col·laboratius.
- CompendiumLD Arxivat 2015-04-01 a Wayback Machine., un editor visual d'LD que genera especificacions textuals d'LD.

La majoria de les eines i els entorns de disseny d'aprenentatge que hi ha estan basats en l'especificació
IMS Learning Design (IMS LD), que és l'EML més difós, tal com ha estat definit i perfeccionat per l'OUNL (Open Universiteit Nederlanden) al llarg d'una bona colla de projectes europeus. El propòsit del llenguatge IMS LD és descriure formalment dissenys d'aprenentatge que es puguin interoperar entre diferents sistemes d'autoria o reproducció d'LD. Tanmateix, a finals del 2011 encara no hi ha una eina sòlida que permeti crear i desplegar dissenys d'aprenentatge descrits en IMS LD amb tota la potència que permet el llenguatge.
L'entorn LAMS desenvolupat per LAMS International i la LAMS Foundation proporcionen una eina d'autoria d'LD, una eina de reproducció de seqüències d'activitats i altra de monitoratge de les activitats executades pels usuaris, de manera que configuren un entorn complet d'LD amb llicència dual de programari lliure. Tanmateix, LAMS fa servir el seu propi format intern d'emmagatzemament dels dissenys d'aprenentatge, i tan sols comprèn i exporta IMS LD fins a una certa versió (l'anomenat nivell A de l'especificació).
Hi ha llenguatges de modelatge educatiu de diferents tipologies que es troben en estat de recerca o com a prototipus. Entre aquests llenguatges destaquen PALO i LDL com a llenguatges formals de descripció d'activitats, i també molts altres llenguatges de scripting per a descriure activitats d'aprenentatge col·laboratiu (CSCL).

## Elements d'un LD
A l'hora de dissenyar un curs, s'ha de triar un model didàctic que aporti dos elements principals:
- Una visió global del curs que indiqui els recursos que es faran servir per a motivar l'aprenentatge i l'ordre en què s'han de reemplaçar aquests recursos.

- L'estructura bàsica de les sessions d'aprenentatge, és a dir, amb quin mètode s'han d'organitzar els recursos i orientar les activitats que s'han de fer.

Amb vista a especificar un LD amb el suport de les tecnologies educatives, és inevitable aïllar els elements comuns als diferents mètodes didàctics, perquè aquells siguin vàlids independentment del mètode triat. Així, es distingeixen una sèrie d'elements fonamentals:
- Activitats: són cadascuna de les tasques que han de fer o executar els participants en el curs. Una activitat pot consistir en una lectura, un exercici escrit, una discussió, etc. La descripció de l'activitat s'ha de lliurar als alumnes en forma de recurs didàctic reproduïble mitjançant un ordinador.

- Recursos: el dissenyador instruccional ha de posar en mans dels alumnes una sèrie de recursos, els quals s'empren per a descriure cada activitat o per a utilitzar-los en el transcurs d'aquestes activitats. Un recurs bàsic és el que és imprescindible per al desenvolupament efectiu d'una activitat. Hi ha certes activitats que poden disposar de recursos addicionals que faciliten el desenvolupament d'aquestes activitats, sense arribar a ser imprescindibles.

- Eines: els usuaris necessiten el suport d'eines per a poder completar les activitats. Aquest suport pot ser des d'un programa d'ordinador fins a un entorn complex de col·laboració per Internet. Les eines són elements passius de l'aprenentatge, però que permeten fer un bon ús dels recursos oferts.

- Rols: fins que no comença l'experiència d'aprenentatge, no es poden determinar quins usuaris hi prendran part. Tanmateix, es poden planejar els rols o perfils d'usuari que s'espera que hi participaran, com ara els estudiants, el tutor, els consultors i experts, els avaluadors, o el personal de suport didàctic.

- Grups: de vegades, l'associació d'usuaris a activitats no és funció d'un rol, sinó per la seva pertinença a un grup d'usuaris associat a l'activitat. La pertinença d'un usuari a un grup pot ser explícita (es configura a propòsit abans de començar el curs) o condicional (segons el resultat d'altres activitats que hagi fet cada usuari).

Cal planejar aquests elements durant la fase de disseny de cada experiència d'aprenentatge, de manera que es puguin seqüenciar les activitats atenent un flux d'aprenentatge que calgui seguir, segons que proposi el mètode didàctic.
Tots aquests elements s'han de poder descriure amb el llenguatge. Per exemple, IMS LD utilitza unitats d'aprenentatge com a descripció empaquetada dels recursos, les activitats i el flux d'aprenentatge. En canvi, el sistema LAMS fa servir seqüències d'activitats per a descriure aquests mateixos elements, amb lleus diferències. Per exemple, IMS LD defineix rols, mentre que LAMS utilitza grups.

## El disseny d'aprenentatge en relació amb altres disciplines
El disseny d'aprenentatge manté una relació estreta amb altres disciplines de la instrucció. En termes generals, la instrucció preveu cinc activitats importants: disseny, desenvolupament, implementació, gestió i avaluació. Cadascuna d'aquestes disciplines té una activitat professional ben identificada, amb el propòsit de contribuir en l'enteniment, aplicació i millora dels mètodes òptims amb els quals les persones aprenen.
Aquestes cinc disciplines estan molt correlacionades i són interdependents en diverses direccions. El disseny instruccional és una de les principals entrades de la resta de les disciplines. Per exemple, el disseny és l'entrada principal per a la implementació; sense el disseny no es podria crear un entorn d'aprenentatge. A més, amb el disseny i la implementació instruccional s'activen la gestió i l'avaluació posterior. Alhora, el disseny instruccional requereix entrades produïdes per les altres disciplines per a poder dissenyar la instrucció. Per exemple, els mètodes de desenvolupament instruccional són els responsables de construir els dissenys instruccionals.
- Disseny instruccional: l'activitat del disseny instruccional s'orienta a dissenyar els mètodes òptims d'instrucció, per generar els canvis volguts en els coneixements, habilitats i competències dels estudiants. L'activitat del disseny instruccional es materialitza en un pla d'instrucció.

- Desenvolupament instruccional: l'activitat del desenvolupament instruccional se centra a entendre, millorar i aplicar mètodes per a crear la instrucció. El resultat d'aplicar els processos de creació són els recursos instructius (per exemple, lliçons, pràctiques, lectures, exercicis, i casos d'estudi).

- Implementació instruccional: l'activitat d'implementació instruccional es preocupa de posar en pràctica la instrucció desenvolupada en una experiència d'aprenentatge concreta. El propòsit és produir coneixement sobre la implementació dels procediments dissenyats i desenvolupats. És una disciplina que introdueix informació rellevant per a realimentar els dissenys instructius.

- Gestió instruccional: l'activitat de la gestió instruccional se centra a gestionar els mètodes i recursos necessaris per a implementar la instrucció. El resultat d'aquesta activitat és l'ús i manteniment d'una implementació instruccional.
- Avaluació instruccional: l'activitat de l'avaluació instruccional mira d'entendre i millorar els mètodes implementats, amb el propòsit de determinar l'eficàcia i eficiència de les diferents activitats de la instrucció (per exemple, disseny, desenvolupament, implementació i gestió).

### Teories del disseny instruccional
En el camp del disseny instruccional s'han proposat abundants models i teories, els quals han permès que els dissenyadors instruccionals implementin escenaris d'aprenentatges eficaços. Per afavorir-ne l'estudi, alguns autors han proposat paradigmes, metamodels i entorns de treball (frameworks) —expressions que han estat emprades com a sinònimes— que en faciliten l'enteniment, anàlisi i avaluació.
Si bé no hi ha un acord universal per a determinar una classificació de teories i models d'instrucció, avui dia hi ha dos paradigmes epistemològics dominants i que tenen influència en els escenaris d'aprenentatge que resulten d'aplicar-los. Segons Jonassen (1991), aquests paradigmes són l'objectivisme i elconstructivisme.

### Paradigma objectivista
El paradigma objectivista —representat en les teories de l'aprenentatge del conductisme i cognoscitivisme— manté que el coneixement i la veritat existeixen fora de la ment de les persones i, per tant, són objectius. Aquest paradigma deixa de banda la idea que els estudiants "transformin" o "construeixin" la realitat, la raó o el coneixement, i assumeix que l'aprenent és un element passiu. Per a l'objectivisme, hi ha una realitat amb independència de qui la percep, i les persones són capaces d'accedir a aquesta realitat mitjançant la raó o el coneixement objectiu. Dins d'aquest paradigma, el dissenyador instruccional imposa el contingut i les estratègies d'aprenentatge. Les activitats d'aprenentatge no requereixen ser examinades, perquè s'assumeix que l'aprenentatge existeix si es duen a terme les activitats definides.
Algunes de les teories de disseny instruccional representatives d'aquest paradigma són la teoria dels nou esdeveniments d'instrucció, la teoria de transaccions instruccionals i la de revelació de components.

### Paradigma constructivista
De manera antagònica, el paradigma constructivista assumeix que l'aprenent construeix el seu propi coneixement participant activament en el procés d'aprenentatge. D'acord amb Jonassen (1991), el qui aprèn construeix la seva pròpia realitat o, almenys, la interpreta d'acord amb la percepció que es deriva de la seva pròpia experiència, de tal manera que el coneixement de la persona és una funció de les seves experiències prèvies, les estructures mentals i les creences que utilitza per a interpretar objectes i esdeveniments, i la "realitat" és compartida mitjançant el procés de negociació social. En el constructivisme, la motivació per a aprendre s'origina en la resolució de problemes del món real. Els mètodes d'instrucció i els resultats esperats no són fàcils de calcular i d'anticipar, perquè:
- l'aprenentatge es produeix construint, parcialment, el procés d'aprenentatge mateix;
- els resultats que es produeixen en aquests processos, en alguns casos, són difícils de quantificar (per exemple, les competències de lideratge, treball en grup, resolució de problemes, i esperit emprenedor).

Dins d'aquest paradigma, l'instructor és un intermediari entre els estudiants i l'experiència d'aprenentatge. El dissenyador instruccional promou una experiència d'aprenentatge duradora i reflexiva, emprant tasques que permeten a l'estudiant aplicar el coneixement en condicions semblants a una situació real.
La meta del procés d'instrucció no és ensenyar «trossos» d'informació, sinó proporcionar als estudiants les eines metacognitives necessàries per a crear situacions específiques, i la comprensió apropiada dels problemes a què s'enfronta.
Alguns models i teories del disseny instruccional característics del paradigma són el model 4C/ID de Van Merriënboer, l'aprenentatge basat en problemes, elmètode de casos, l'aprenentatge basat en projectes i l'aprenentatge basat en indagació.

### Disseny per l'Aprenentatge: noves eines per a educadors
Una nova generació d'eines canviarà la manera en què els educadors treballen amb altres educadors, planifiquen les seves accions docents, creen activitats d'aprenentatge i les implementen amb els seus estudiants fent servir tecnologies de la informació i les comunicacions. Aquestes eines permeten als educadors convertir-se en “dissenyadors per l'aprenentatge”: capaços d'aplicar pedagogies innovadores, de fer servir sistemàticament metodologies per a la creació de cursos i activitats, de documentar la pràctica docent i reflexionar sobre el seu impacte cap a la millora.
Des del projecte europeu METIS, el projecte EEE i en co-organització amb Cibernàrium s'organitza la jornada “Disseny per l'Aprenentatge: noves eines per a educadors” adreçada als educadors dels diversos nivells educatius (escola/institut, universitat, formació professional i d'adults) que vulguin conèixer aquesta nova generació d'eines així com experiències d'ús. Les eines podran utilitzar de manera pràctica en tallers (de 6 hores de duració). Aquestes eines estan disponibles en un entorn (entorn integrat de disseny per a l'aprenentatge, ILDE) d'ús obert on els interessats podran registrar-se per accedir a les eines i, si es desitja, participar en comunitats d'educadors-dissenyadors.